# Luis Marín Murillo
Luis Antonio Marín Murillo (La Unión, Cartago, Costa Rica, 10 de agosto de 1974) es un exfutbolista costarricense. Jugó de defensa y entrenador, actualmente está sin equipo.

## Trayectoria
En Alajuelense ganó 9 Campeonatos Nacionales, siendo el jugador de ese club que más títulos ha conseguido en su historia.
En su etapa en el Maccabi Netanya de Israel, ganó el premio al mejor jugador extranjero del torneo en su segunda temporada en ese país.
Se retiró del fútbol profesional el 14 de mayo de 2011, en la final del Campeonato de Verano 2011.

## Selección nacional
Ha sido internacional con la selección de fútbol de Costa Rica. Se retiró de la selección después del Mundial de 2006 en Alemania, aunque en 2009 aceptó su convocatoria a la selección para tratar de conseguir la clasificación a la Copa Mundial de Fútbol de 2010.
Fue el futbolista que más partidos internacionales había jugado en Centroamérica con 124 encuentros, hasta el 1 de abril de 2009, cuando su compatriota Walter Centeno consiguió el partido número 125. Finalmente Marín terminó su carrera detrás de Centeno con 126 partidos, nueve menos que Centeno.

### Participaciones en Copas del Mundo
| Mundial           | Sede                | Resultado    |
| ----------------- | ------------------- | ------------ |
| Copa Mundial 2002 | Corea del Sur Japón | Primera fase |
| Copa Mundial 2006 | Alemania            | Primera fase |

## Entrenador
En 2019 llega a hacerse cargo de la dirección técnica de San Carlos con el cual consigue su primer Campeonato Nacional como técnico y el primero del club en 54 años desde su fundación, esto logrando ser el equipo con mejor rendimiento en la etapa regular de clasificación del Clausura 2019, así como venciendo a Saprissa en la final de segunda ronda, evitando disputar una final nacional, dándole automáticamente el cetro.

## Clubes

### Como jugador
| Club                   | País       | Año       |
| ---------------------- | ---------- | --------- |
| A. D. Carmelita        | Costa Rica | 1992-1993 |
| L. D. Alajuelense      | Costa Rica | 1993-1998 |
| U San Carlos           | Guatemala  | 1998-1999 |
| River Plate de Uruguay | Uruguay    | 1999-2000 |
| L. D. Alajuelense      | Costa Rica | 2000-2006 |
| Maccabi Tel Aviv       | Israel     | 2006-2009 |
| L. D. Alajuelense      | Costa Rica | 2009-2011 |

### Como entrenador
Actualizado al último partido dirigido el 18 de septiembre de 2024.
| Equipo        | País       | Año           | PJ  | PG | PE | PP | GF  | GC  | DF  | Rendimiento |
| ------------- | ---------- | ------------- | --- | -- | -- | -- | --- | --- | --- | ----------- |
| San Carlos    | Costa Rica | 2019-2020     | 69  | 27 | 20 | 22 | 112 | 100 | 12  | 48.79%      |
| Santos        | Costa Rica | 2020-2021     | 30  | 8  | 9  | 13 | 32  | 50  | -18 | 36.67%      |
| Herediano     | Costa Rica | 2021          | 19  | 7  | 7  | 5  | 30  | 22  | 8   | 49.12%      |
| Alajuelense   | Costa Rica | 2021          | 12  | 6  | 3  | 3  | 24  | 16  | 8   | 58.33%      |
| Pérez Zeledón | Costa Rica | 2022-2023     | 43  | 14 | 4  | 25 | 47  | 48  | -1  | 35.66%      |
| San Carlos    | Costa Rica | 2024          | 64  | 27 | 19 | 18 | 110 | 88  | 22  | 52.09%      |
| Sporting FC   | Costa Rica | 2025-presente | 0   | 0  | 0  | 0  | 0   | 0   | 0   |             |
| Total         | Total      | Total         | 237 | 89 | 62 | 86 | 355 | 324 | 31  | 46.27%      |

## Palmarés

### Como jugador

#### Títulos nacionales
| Título                         | Equipo            | País       | Año  |
| ------------------------------ | ----------------- | ---------- | ---- |
| Primera División de Costa Rica | L. D. Alajuelense | Costa Rica | 1996 |
| Primera División de Costa Rica | L. D. Alajuelense | Costa Rica | 1997 |
| Primera División de Costa Rica | L. D. Alajuelense | Costa Rica | 2000 |
| Primera División de Costa Rica | L. D. Alajuelense | Costa Rica | 2001 |
| Primera División de Costa Rica | L. D. Alajuelense | Costa Rica | 2002 |
| Primera División de Costa Rica | L. D. Alajuelense | Costa Rica | 2003 |
| Primera División de Costa Rica | L. D. Alajuelense | Costa Rica | 2005 |
| Primera División de Costa Rica | L. D. Alajuelense | Costa Rica | 2010 |
| Primera División de Costa Rica | L. D. Alajuelense | Costa Rica | 2011 |

#### Títulos internacionales
| Título                           | Equipo                  | Sede                                    | Año  |
| -------------------------------- | ----------------------- | --------------------------------------- | ---- |
| Liga de Campeones de la Concacaf | L. D. Alajuelense       | Norteamérica, Centroamérica y el Caribe | 2004 |
| Torneo Grandes de Centroamérica  | L. D. Alajuelense       | Centroamérica                           | 1996 |
| Copa Interclubes de la Uncaf     | L. D. Alajuelense       | Costa Rica                              | 2002 |
| Copa Interclubes de la Uncaf     | L. D. Alajuelense       | Centroamérica                           | 2005 |
| Copa Centroamericana             | Selección de Costa Rica | Guatemala                               | 1997 |
| Copa Centroamericana             | Selección de Costa Rica | Costa Rica                              | 1999 |
| Copa Centroamericana             | Selección de Costa Rica | Panamá                                  | 2003 |

#### Distinciones individuales
| Distinción                                         | Año     |
| -------------------------------------------------- | ------- |
| Mejor jugador extranjero de Liga Premier de Israel | 2006-07 |

### Como técnico

#### Títulos nacionales
| Título                         | Equipo         | País       | Año  |
| ------------------------------ | -------------- | ---------- | ---- |
| Primera División de Costa Rica | A.D San Carlos | Costa Rica | 2019 |